# Dreamtime (album The Stranglers)
Dreamtime – dziewiąty studyjny album zespołu The Stranglers, wydany w 1986 roku, nakładem wytwórni Epic Records. Na rynku ukazał się w październiku. Producentem płyty był Mike Kemp. Album zajął 16. miejsce na brytyjskiej liście sprzedaży UK Albums Chart.

## Utwory
1. „Always the Sun” – 4:52
2. „Dreamtime” – 3:42
3. „Was It You?” – 3:38
4. „You'll Always Reap What You Sow” – 5:15
5. „Ghost Train” – 5:02
6. „Nice in Nice” – 3:53
7. „Big in America” – 3:18
8. „Shakin' Like a Leaf” – 2:34
9. „Mayan Skies” – 3:57
10. „Precious” – 6:46

bonusy 2001 CD
1. „Since You Went Away” – 2:52
2. „Norman Normal” – 4:32
3. „Dry Day” – 5:01
4. „Hitman” – 4:20
5. „Was it You?” (7" Version) – 2:56
6. „Burnham Beeches” – 3:50

## Single z albumu
- „Nice in Nice” UK # 30[4]
- „Always the Sun” UK # 30[5]
- „Big in America” UK # 48[6]
- „Shakin' Like a Leaf” UK # 58[7]

## Muzycy
- Jean-Jacques Burnel – gitara basowa, śpiew
- Hugh Cornwell – śpiew, gitara
- Dave Greenfield – instrumenty klawiszowe, śpiew
- Jet Black – perkusja